# Джаванруд
Джаванру́д, или Джуанру́д, или Кале́-йе-Джаванру́д, или Джуанру́, или Джафанру́д (перс. جوانرود‎) — город на западе Ирана, в провинции Керманшах. Административный центр шахрестана Джаванруд. Шестой по численности населения город провинции.

## География
Город находится на северо-западе Керманшаха, в горной местности западного Загроса, на высоте 1 380 метров над уровнем моря.
Джаванруд расположен на расстоянии приблизительно 70 километров к северо-западу от Керманшаха, административного центра провинции и на расстоянии 440 километров к юго-западу от Тегерана, столицы страны.
Большинство трудоспособного населения занято в сельском хозяйстве (возделывается пшеница, а также ячмень, бобы, табак и фрукты). Развито отгонное скотоводство.

## История
Топоним «Джаванруд» восходит к, обитавшему на месте города, крупному курдскому племени джафаров (джаваров) и этимологизируется как «река джафаров». В городе находятся руины некогда стратегически важной крепости Кале-йе-Джаванруд (Qalʿa-ye Javānrud).

## Население
На 2006 год население составляло 43 104 человека; в национальном составе преобладают курды, в конфессиональном — мусульмане-сунниты.
| 1986   | 1991   | 1996   | 2006   | 2011   |
| ------ | ------ | ------ | ------ | ------ |
| 22 764 | 30 050 | 33 317 | 43 104 | 47 130 |